# Wakefield-Riff
Das Wakefield-Riff ist ein Riff von 800 m Durchmesser im Archipel der Heard und McDonaldinseln im südlichen Indischen Ozean. Es liegt 3,5 km westsüdwestlich des Kap Arkona vor der Südwestseite von Heard.
Das Riff ist erstmals in ungenauer Lage auf einer Landkarte aus den 1860er bis 1870er Jahren US-amerikanischer Robbenjäger verzeichnet. Im April 1910 nahm die Besatzung der HMS Wakefield, nach der das Riff benannt ist, eine genauere Kartierung vor.